# David Wenham
David Wenham (født 21. september 1965) er en australsk skuespiller. Han blev rigtig kendt for sin rolle som Faramir i de to sidste film i Ringenes Herre-trilogien. Han har senere medvirket i film som Van Helsing, 300 og filmen Australia.